# Pont de l'Alma

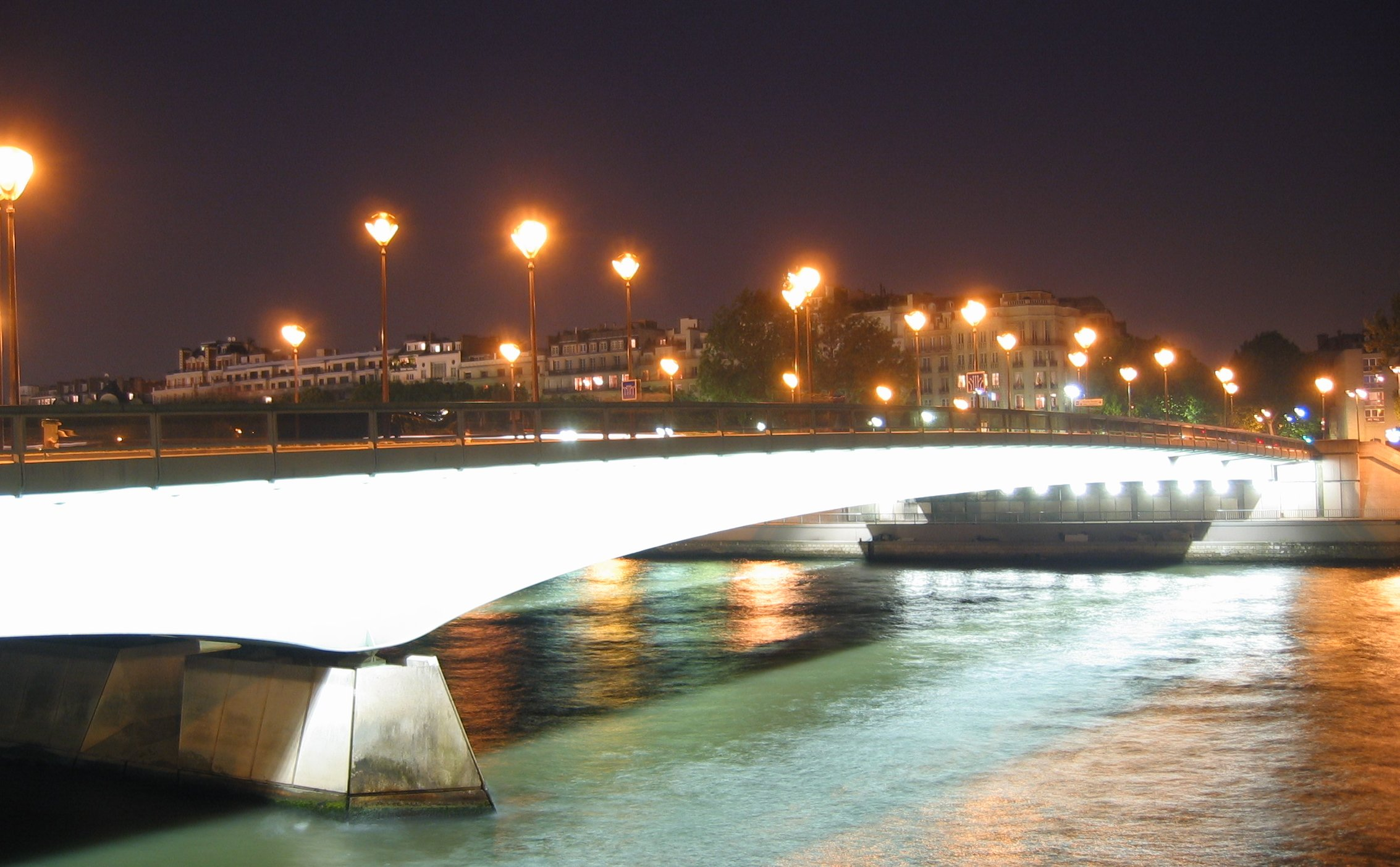
Podul Alma, iluminat noaptea

Pont de l'Alma (Podul Alma) este un pod arcuit din Paris, așezat peste Sena. A fost numit așa pentru a comemora Bătălia de la Alma din Războiul Crimeeii, în care alianța franco-britanică a avut o victorie răsunătoare, învingând armata rusă, în 20 septembrie 1854.